# Eulithis roessleraria
Eulithis roessleraria là một loài bướm đêm trong họ Geometridae.